# Удала Раїса Силантіївна
Раїса Силантіївна Удала (рос. Раиса Силантьевна Удалая; 16 серпня 1931, село Осинівка Чулимського району Новосибірської області — 27 січня 2020, Новосибірськ) — радянський працівник промисловості, бригадир провідників на Зирянівському свинцевому комбінаті, Член Центральної Ревізійної комісії КПРС у 1981—1986 роках. Член ЦК КПРС у 1986—1990 роках. Герой Соціалістичної Праці (7.07.1976).

## Біографія
Народилася в селянській родині. Закінчила 7 класів школи. З 1949 року працювала в колгоспі «Світанок» Новосибірського району. У 1951 році закінчила технічні курси.
З 1951 року і до виходу на пенсію 38 років пропрацювала клепальницею на Новосибірському авіаційному заводі імені Чкалова. В 1989-1997 роках працювала розподільником робіт на цьому ж заводі.
В 1974 році прийнята до лав КПРС, була членом бюро міського комітету партії.
Обиралася делегатом на VII з'їзді профспілок, XXVI, XXVII і XXVIII з'їздів КПРС.
Проживала в Новосибірську, брала активну участь у роботі ветеранських організацій міста.

## Нагороди та звання
- У 1971 році за успішне виконання п'ятирічного плану нагороджена орденом Леніна.
- Указом Президії Верховної Ради СРСР від 7 липня 1976 року за видатні заслуги у створенні нової авіаційної техніки складальниця-клепальниця Новосибірського виробничого об'єднання ім. Чкалова Раїса Силантіївна Удала удостоєна звання Героя Соціалістичної Праці.
- Нагороджена медалями, серед яких ювілейна медаль «За доблесну працю. В ознаменування 100-річчя від дня народження Володимира Ілліча Леніна» і пам'ятна медаль «В ознаменування 130-річчя від дня народження Й.В. Сталіна».
- У 2000 році удостоєна почесного звання «Громадянин XX століття Новосибірської області».